# Mikhaïl Miasnikovitch
Mikhaïl Vladimirovitch Miasnikovitch (en russe : Михаил Владимирович Мясникович ; en biélorusse : Міхаіл Уладзіміравіч Мясніковіч, Mikhaïl Ouladzimiravitch Miasnikovitch), né le 6 mai 1950 à Niasvij, est un homme d'État biélorusse, Premier ministre de décembre 2010 à décembre 2014.

## Biographie
Nommé Premier ministre par le président Alexandre Loukachenko après l'élection présidentielle de 2010, il demeure quatre ans à la tête du gouvernement avant d'être limogé le 27 décembre 2014, en même temps que plusieurs ministres et hauts responsables, en raison des mauvais résultats économiques de son gouvernement et face à la situation créée par la crise du rouble russe. Il est remplacé par Andreï Kobiakov, chef du cabinet de la présidence.